# Кларксвил (Мисури)
Кларксвил (енгл. Clarksville) град је у америчкој савезној држави Мисури.

## Демографија
По попису из 2010. године број становника је 442, што је 48 (-9,8%) становника мање него 2000. године.
| Група             | 2000.       | 2010.       |
| Белци             | 427 (87,1%) | 391 (88,5%) |
| Афроамериканци    | 35 (7,1%)   | 32 (7,2%)   |
| Азијати           | 1 (0,2%)    | 0 (0,0%)    |
| Хиспаноамериканци | 15 (3,1%)   | 13 (2,9%)   |
| Укупно            | 490         | 442         |